# 八代万智子
八代 万智子（やしろ まちこ、1939年8月10日 -）は、北海道礼文郡礼文町出身の女優。本名は伊東和子（旧姓は竹田）。東映の現代物映画やテレビドラマ『プレイガール』等で活躍した。1960年代半ばに、一時期八代真矢子を名乗っていた事がある。夫は『プレイガール』で進行助手を務めていた伊東暉雄。

## 来歴
1958年に東映ニューフェイスの第5期に合格。同期には梅宮辰夫・応蘭芳・高島新太郎・小嶋一郎・滝川潤がいる。東映へ入社し、映画『海のGメン 暁の急襲隊』の端役でデビュー。その後多くの映画に出演したが、当時の東映は男性アクション作品が主であり、その脇役としての出番がほとんどだったため、1963年に東映を退社し活躍の場をテレビ中心に移す。1966年には特撮ドラマ『マグマ大使』で主人公マモル少年の母親役を演じた。八代は当時26歳で、マモル役の江木俊夫は13歳である。
1969年より、代表作となるテレビドラマ『プレイガール』に五代万智子役で出演した。初回からのレギュラーではなかったが、第4話に女探偵として登場、そのままプレイガールメンバーとなった。同作は昭和40年代を代表する人気アクションドラマのひとつとなり、八代も沢たまきに次ぐサブリーダー格として1974年の最終第287話まで出演した。男勝りの沢に対し、優しく面倒見の良い姉さん格として若いメンバーを支える役柄であったが、大胆なセクシーアクションも披露した。また同作放映中の1970年には映画『現代女胴師』で初の本格主演を務めている。
『プレイガール』終了後、結婚を機に引退した。

## 主な出演作品

### 映画
- 海のGメン 暁の急襲隊 （1959年6月）
- 父と娘 （1959年7月）
- 警視庁物語 遺留品なし （1959年9月）
- 鹿島灘の女 （1959年10月） - みゆき
- 拳銃を磨く男 （1959年11月）
- べらんめえ芸者 （1959年12月）
- おれたちの真昼 （1960年5月）
- 大いなる旅路 （1960年3月）
- 第三の疑惑 （1960年5月）
- 悪魔の札束 （1960年7月）
- 警視庁物語 深夜の130列車 （1960年1月）
- 天下の快男児 万年太郎 （1960年1月）
- 俺から行くぞ （1960年4月）
- 警視庁物語 血液型の秘密 （1960年6月）
- 警視庁物語 聞き込み （1960年6月）
- 決斗の谷 （1960年6月）
- 天下の快男児 突進太郎 （1960年7月）
- 吠えろ岸壁 （1960年7月）
- 遥かなる母の顔 （1960年10月）
- 特ダネ三十時間 笑う誘拐魔 （1960年11月）
- 特ダネ三十時間 曲り角の女 （1960年11月）
- べらんめえ芸者罷り通る （1961年1月）
- 警視庁物語 不在証明 （1961年1月）
- 警視庁物語 十五才の女 （1961年2月）
- 赤い影の男 高速三号線を張れ （1961年2月）
- 不敵なる脱出 （1961年2月）
- 拳銃野郎に御用心 （1961年2月）
- 大学武勇伝 （1961年3月）
- 東京新撰組 （1961年3月）
- 腕まくり七色娘 （1961年5月）
- 地獄に真紅な花が咲く （1961年5月）
- 花と嵐とギャング （1961年6月） - お若
- 霧と影 （1961年8月） - 民子
- ファンキーハットの快男児 （1961年8月） - 桜井とも子
- 黄色い風土 （1961年9月） - 谷川由美
- 万年太郎と姐御社員 （1961年10月） - ミス釧路
- 悪魔の手毬唄 （1961年11月） - 和泉須磨子
- 白昼の無頼漢 （1961年11月）
- はだかっ子 （1961年11月）
- 進藤の社長シリーズ 石松社員は男でござる （1961年11月）
- 乾杯! ごきげん野郎 （1961年12月）
- 八人目の敵 （1961年12月）
- 恋愛学校 ラブ・スクール （1962年2月） - 野田圭子
- 新婚シリーズ 月給日は嫌い （1962年1月）
- 新婚シリーズ 最初が肝心 （1962年2月）
- 若者たちの夜と昼 （1962年4月）
- サラリーマン一心太助 （1962年6月）
- ギャング対ギャング （1962年7月） - 弓子
- 山麓 （1962年7月）
- 地獄の裁きは俺がする （1962年8月）
- こまどり姉妹 おけさ渡り鳥 （1962年9月）
- 狙い射ち無頼漢 （1962年10月）
- 地獄の影法師 （1962年11月） - お扇
- 若ざくら喧嘩纏 （1962年11月）
- 薩陀峠の対決 （1962年12月）
- こまどりのりんごっ子姉妹 （1963年1月）
- 旗本退屈男 謎の竜神岬 （1963年1月）
- ギャング対Gメン 集団金庫破り （1963年2月） - 秋子
- 警視庁物語 ウラ付け捜査 （1963年2月）
- 伝七捕物帖 女狐小判 （1963年3月）
- 東京アンタッチャブル 脱走 （1963年3月）
- 新・夫婦善哉 （1963年10月） - おふさ
- ミスター・ジャイアンツ 勝利の旗（1964年2月）
- 網走番外地 望郷篇 （1965年10月） - 藤子
- 星よ嘆くな 勝利の男（1967年2月）
- 密告（たれこみ） （1968年5月）
- 怪猫 呪いの沼 （1968年7月） - 日向の局
- 謝国権「愛」より （秘）性と生活（1969年2月）
- 戦後最大の賭場 （1969年4月） - 今村由起
- 緋牡丹博徒 二代目襲名 （1969年4月）
- 懲役三兄弟 （1969年5月）
- 夜の歌謡シリーズ 悪党ブルース （1969年8月）
- 現代女胴師 （1970年4月）
- やくざ刑事 （1970年5月） - 牧典子
- 喜劇 ギャンブル必勝法 （1970年10月）
- 経験 （1970年10月）
- 昭和残侠伝 死んで貰います （1970年9月） - 姉さん芸者 役
- 戦後秘話 宝石略奪 （1970年6月） - マダム井上
- 日本暴力団 組長くずれ （1970年6月）
- 不良番長 一獲千金 （1970年4月）
- （秘）セックス恐怖症 （1970年8月） - 伊沢良子
- 日本悪人伝 （1971年2月） - お豊
- 未亡人ごろしの帝王 （1971年2月） - 吉川銀子
- 極悪坊主 飲む・打つ・買う （1971年2月） - まぼろしお銀
- 喜劇 いじわる大障害 （1971年3月）
- すいばれ一家 男になりたい （1971年4月）
- 渡世人 命の捨て場 （1971年6月）
- 傷だらけの人生 （1971年7月） - おしま
- 悪親分対代貸 （1971年10月）
- 悪の親衛隊 （1971年11月）

### テレビドラマ
- お夏清十郎（1954年）
- 七色仮面（1959年）
- 特別機動捜査隊
  - 第9話「姿なき犯行」（1961年）
  - 第22話「悪魔の石」（1962年）
  - 第124話「誤算」（1964年）
  - 第202話「栄光」（1965年）（八代真矢子名義）
  - 第274話「ある煙突地帯」（1967年）（八代真矢子名義） - 佳子
  - 第358話「まぼろしの女」（1968年）
  - 第361話「東京は恐い」（1968年）
- ザ・ガードマン（1965年）- 第21話「黄金の牙」（八代真矢子名義）
- 素浪人 月影兵庫
  - 第1シリーズ 第13話「女は聞いていた」（1966年）（八代真矢子名義） - お浜
  - 第2シリーズ 第8話「女の影がゆれていた」（1967年）（八代真矢子名義）
- マグマ大使（1966年）村上知子役
- 七つの顔の男（1967年）- 第9話「東京で一番長い日」
- ローンウルフ 一匹狼 （1967年）第4話「四億円の手帖」
- キイハンター
  - 第5話「必殺の瞬間」（1968年）
  - 第18話「新ギャング同盟」（1968年）
  - 第33話「殺人行進曲」（1968年）
  - 第50話「空中サーカス強盗団」（1969年）
- マイティジャック（1968年）- 第13話ゲスト・吉行純子
- フジ三太郎（1969年）- 第19話ゲスト・ナオミ
- プロファイター（1969年）- 第2話「夜をデザインする女」
- プレイガール（1969年〜1974年）- 第4話以降レギュラー・五代万智子
- 恐怖劇場アンバランス（1973年）- 第13話ゲスト・加原蓮子
- 大忠臣蔵（1971年）- 第24話ゲスト・小太夫
- 荒野の素浪人（1972年） - 第14話「奇襲 女地獄牢」ゲスト
- ザ★ゴリラ7（1975年9月26日） - 第25話「誘拐されたシンデレラ」ゲスト

### オリジナルビデオ
- 時空警察ヴェッカー（2001年）- 時空警察幹部（友情出演）

## その他の活動
- プレイガールオフィス・トークショー「プレイガール伝説」（2000年）